# Kotjärnen (Bodsjö socken, Jämtland)
Kotjärnen är en sjö i Bräcke kommun i Jämtland och ingår i Ljungans huvudavrinningsområde. Sjön har en area på 0,0971 kvadratkilometer och ligger 357,3 meter över havet.

## Delavrinningsområde
Kotjärnen ingår i det delavrinningsområde (695367-147154) som SMHI kallar för Inloppet i Sidsjön. Medelhöjden är 383 meter över havet och ytan är 10,06 kvadratkilometer. Räknas de 10 avrinningsområdena uppströms in blir den ackumulerade arean 65,93 kvadratkilometer. Gimån som avvattnar avrinningsområdet har biflödesordning 2, vilket innebär att vattnet flödar genom totalt 2 vattendrag innan det når havet efter 247 kilometer. Avrinningsområdet består mestadels av skog (82 procent). Avrinningsområdet har 0,1 kvadratkilometer vattenytor vilket ger det en sjöprocent på 1 procent.